# Parafia Chrystusa Miłosiernego w Chojnicach
Parafia Chrystusa Miłosiernego w Chojnicach – rzymskokatolicka parafia należąca do  dekanatu Chojnickiego, diecezji pelplińskiej. 
Parafia swoim zasięgiem obejmuje wiernych z Chojnic mieszkających przy ulicach: Ceynowy, Igielskiej, Igły, Jantarowej, Kościerskiej nr 13 i 17, Młodzieżowej nr 1 i 3, Modrej, pl. św s. Faustyny, Rzepakowej i Sielskiej.